# История Ишимбая
Первое упоминание города Ишимбая относится к 1815 году, когда была основана деревня Ишимбаево, выросшая в современный крупный промышленный и культурный центр Республики Башкортостан.
Возникновению города Ишимбая способствовало открытие больших месторождений нефти возле деревни Ишимбаево, ставшие впоследствии Вторым Баку.

## Предыстория
1770 г. — в целях выполнения разработанной учёным М. В. Ломоносовым программы изучения Русского государства территорию будущего города посетила экспедиция Географического департамента Российской академии наук, возглавляемая знаменитым путешественником, ученым И. И. Лепёхиным. Экспедиция квартировала в деревне Кусяпкулово, ныне входящей в состав города Ишимбая, и обнаружила выход нефти недалеко от впадения реки Тайрук в реку Белую.

## 1800-е годы
Первая фиксация деревни Ишимбаево — 1815 год. Тогда деревня насчитывала один двор с 13 жителями.
1880 г. — начало первого геологического исследования Ишимбайского нефтяного района, произведённое геологом В. И. Миллером, который дал отрицательный ответ на вопрос о наличии нефти в местных геологических структурах.

## 1900-е годы
1900 г., 30 июля — петербургская газета «Неделя» сообщила своим читателям об обнаружении больших нефтепроявлений на берегу реки Белой возле башкирских деревень Нижне-Буранчино и Кусяпкулово.
1905 г. — по поручению главного начальника Уральских заводов геолог Ф. И. Кандыкин, пробурив на острове (в районе нынешнего моста через реку Белую) скважину в 4 сажени (9,5 м), первым из ученых-геологов дал положительный ответ на вопрос, есть ли здесь нефть.

## 1910-е годы
1915 г. — летом территорию будущего города посетил представитель фирмы бакинских нефтепромышленников братьев Нобелей геолог Андерсен, давший положительный отзыв о перспективности разведок здешних нефтепроявлений. Он предложил местным башкирам продать некоторую часть нефтеносных земель, но получил отказ.

## 1920-е годы
1920 г. — в районе деревни Ишимбаево две геологические экспедиции, направленные Уфимским Губсовнархозом (от Уфимской губернии) и Горным отделом Башсовнархоза (от Малой Башкирии), в поисках нефти пробурили 28 скважин глубиной от 8,8 м до 57 м.
1925 г. — летом в связи с затоплением деревни Нижне-Буранчино (Кантон) её жители основали новые деревни Кызыл Батыр, Ирек и Юрматы.

## 1930-е годы
1930 г., 10 февраля — на техническом совещании треста «Уралнефть» запланировано забурить на Урале 143 скважины, в том числе 4 — в Ишимбаево.
1930 г., 11 июля — башкирская областная партийная конференция обратилась к руководству страны с просьбой ускорить начало бурения в Ишимбае.
1930 г., август — геолог А. А. Блохин наметил четыре точки скважин № 701–704 под бурение.
1930 г., осень — прибыли первые рабочие из Баку, Грозного и Верхнее-Чусовских городков для строительства буровых вышек.
1930 г., 27 октября — для ведения буровых работ в районе деревни Ишимбаево в составе треста «Уралнефть» была создана Стерлитамакская районная контора по бурению, преобразованная 3 декабря этого же года в Стерлитамакскую контору разведочного бурения.
1930 г., декабрь — в Ишимбаево начали прибывать специалисты по бурению из Баку, Грозного, Майкопа, Верхнее-Чусовских городков. Прибыла вновь созданная правительственная комиссия содействия нефтеразведке.
1931 г., 17 апреля — пробурена первая скважина в районе деревни Ишимбаево. Бригада бурового мастера Коровникова бурила долотами «рыбий хвост» (РХ), негодными для бурения твердых пород (плотных известняков), поэтому проходка составляла 40 – 50 м/ст.-мес. Р
1931 г., 3 июня — забурена скважина № 702.
1931 г., август — трест «Востокнефть» дал указание прекратить работы на скважине № 703 при глубине 568 м. ввиду бесперспективности поиска. Но при полной поддержке буровых бригад, согласившихся работать бесплатно, А. А. Блохин продолжал бурение скважины № 703.
1932 г., 16 мая — в 11 часов 30 минут с глубины 680,15 метра скважина № 702 выбросила первый 36-метровый фонтан промышленной нефти в течение 4 часов около 50 тонн нефти.
1932 г., 3 июня — дала нефтяной фонтан дебитом 320 т/сут. скважина № 703 (мастер Д. Лебедев).
1932 г. — открылся Стерлитамакский нефтяной техникум (ныне Ишимбайский нефтяной техникум).
1933 г. — Ф. П. Похлебаевым установлена первая нефтеперерабатывающая установка на левом берегу реки Белой.
1934 г. — построена железнодорожная ветка Ишимбаево — Стерлитамак — Дёма.
1935 г. — в Ишимбае зародилось стахановское движение за повышение скоростей бурения, инициаторами которого выступили бригады мастеров А. И. Кунягина и М. С. Платонова.
1935 г., 23 марта — ЦК ВКП(б), ЦКК ВКП(б) и Союзное правительство присвоили Ишимбайскому нефтепромыслу имя С. М. Кирова.
1935 г., весна — начато сооружение первого на востоке страны Ишимбайского нефтеперегонного завода (Ишимбайский нефтеперерабатывающий завод).
1935 г., 7 сентября — согласно приказу «Наркомтяжпрома» трест «Востокнефть», находившийся в Уфе, реорганизован в два самостоятельных треста: «Востокнефть» (Куйбышев) и «Башнефть» (Ишимбай).
1935 г., осень — нефтепромысел посетила авиаэскадрилья им. Максима Горького.
1935 г. — открыто Кусяпкуловское месторождение нефти.
1935 г. — под руководством Анны Яковлевны Тимашевой организовано инфекционное отделение для борьбы с тифом и малярией.
1935 г. — в рабочем посёлке Ишимбаево организована начальная школа.
1936 г. — основано первое нефтеперерабатывающее предприятие Башкирской АССР — Ишимбайский нефтеперегонный завод, первоначально находившееся в черте посёлка Перегонного и известный в военные годы как «Государственный союзный завод № 433».
1936 г., 10 мая — вышло Постановление Всероссийского Центрального Исполнительного Комитета о выделении г. Стерлитамак в самостоятельную административную единицу и подчинении раб. пос. Ишимбай Стерлитамакскому городскому совету
1937 г. — открыт стадион «Нефтяник».
22 августа 1939 года состоялось заседание президиума райисполкома Советов района, которое решило:

1. Просить Президиум Верховного Совета БАССР удовлетворить ходатайство нефтяников о переименовании посёлка в город. 

2. Присвоить название городу Нефтеград.

После одобрения обкомом партии, на заседании 17 сентября 1939 года Президиум Верховного Совета БАССР принял решение ходатайствовать перед Президиумом Верховного Совета РСФСР об удовлетворении просьбы нефтяников.

## 1940-е годы
10 февраля 1940 года вышел Указ Президиума Верховного Совета РСФСР «О преобразовании рабочего посёлка Ишимбай в город и о ликвидации Ишимбайского района Башкирской СССР»:

1. О преобразовании рабочего посёлка Ишимбай Ишимбайского района в город с выделением его в самостоятельную административно-территориальную единицу республиканского подчинения. 

2. О включении в черту города Ишимбая населённых пунктов: Кусяпкулова и Смакаево Ишимбайского района. 

3. О перечислении из Ишимбайского района: Аллагуватского и Наумовского сельских Советов в Стерлитамакский район: Кусяпкуловского и Байгузинского сельских Советов в Макаровский район и о ликвидации Ишимбайского района.

Председатель Президиума Верховного Совета РСФСР Л. Бадаев.

За секретаря Президиума Верховного Совета РСФСР заместитель председатель Президиума Верховного Совета РСФСР З. Андреев.

Москва, 10 февраля 1940 года.

3 марта 1940 года состоялась первая сессия городского Совета депутатов трудящихся. Был избран исполком горсовета, председателем стал Максим Сергеевич Платонов, бывший буровой мастер. Одновременно был избран городской комитет партии.
1940 г. — Максим Сергеевич Платонов, нефтяник, стал председателем исполкома вновь организованного города Ишимбая. Работал до 1948 года.
1940 г., март — С. Н. Ятров избран секретарем горкома ВКП(б).
1940 г., 29 апреля-8 мая — согласно постановлению СНК СССР, трест «Башнефть» переводится в Уфу, и на базе ишимбайских нефтепромыслов создаётся трест «Ишимбайнефть».
1940 г., 16 августа — образована школа № 16 (ныне лицей № 12).
1940 г., 1 ноября — открыто ремесленное училище № 2.
1940 г. — в Ишимбае открыт противотуберкулёзный диспансер.
1940 г. — буровые мастера конторы турбинного бурения треста «Ишимбайнефть» Лукьянов, Ф. П. Смоленков, Орлов, Бухаров освоили бурение одновременно двух скважин.
1941 г. — из города Баку в Ишимбай эвакуировался Механический завод им. Сталина, получивший новое название «Государственный союзный машиностроительный завод имени Сталина» (ныне ОАО «Ишимбайский машиностроительный завод»). Работать начал в 1942 году, выпускал снаряды для «Катюш», ловильный инструмент, долота и т. д.
1942 г. — в город Ишимбай эвакуируется Маслоабсорбционный газолиновый завод № 1 Грознефтекомбината, на базе которого в левобережной части города построен газолиновый завод для производства высококачественных бензинов — «Государственный союзный завод № 411», будущий Ишимбайский нефтеперерабатывающий завод.
1942 г., 6 октября — в Ишимбае умер учёный-геолог А. А. Блохин, которого похоронили в черте города.
1945 г., март — Всесоюзный Центральный Совет Профессиональных Союзов и Народный Комиссариат нефтяной промышленности за март 1945 года признали победителем во Всесоюзном социалистическом соревновании Государственный Союзный завод № 433 (Ишимбайский нефтеперерабатывающий завод).
1945 г., 24 марта — Сайранову Садыку Уильдановичу за геройский подвиг при выполнении боевых заданий командования в борьбе с немецкими захватчиками присвоено звание Героя Советского Союза.
1945 г., апрель — ВЦСПС и Народный Комиссариат нефтяной промышленности отметили хорошую работу и признали победителем во Всесоюзном социалистическом соревновании за апрель 1945 года нефтяной завод № 433. И в последующие несколько месяцев предприятие не сдавало своих позиций.
1945 г., 18 сентября — школа № 1 вселилась в своё здание. Все раненые эвакогоспиталя № 5920 переведены в здание школы № 3 (ныне БРГИ № 2).
1945 г. — товарно-нефтепроводная контора треста «Ишимбайнефть» за победу во Всесоюзном соревновании получила переходящее Красное знамя ВЦСПС и Наркомата нефтяной промышленности СССР по итогам работы в апреле.
1945 г. — открыт памятник С. М. Кирову.
1945 г., январь — эвакогоспиталь № 5920 получил наименование «спецгоспиталь», предназначенный для лечения немецких солдат.
1945 г. — транспортная контора треста «Ишимбайнефть» (ныне ООО «Ишимбайское управление технологического транспорта») за победу во Всесоюзном соревновании получила переходящее Красное знамя ВЦСПС и Наркомата нефтяной промышленности СССР по итогам работы в январе, феврале и марте.
1946 г. — открыт городской парк молодёжи.
1949 г. — оба Ишимбайских НПЗ вошли в объединение «Ишимбайский нефтеперерабатывающий завод», а вскоре производство на Перегонном ликвидировали (сейчас там находятся руины цехов).
1949 г. — ишимбайскому рабочему посёлку на месте возведения комбината № 18 (ныне ОАО «Газпром нефтехим Салават») присвоено звание Салавата Юлаева.

## 1950-е годы
1950 г. — открыт кинотеатр «Нефтяник» (ныне Дом культуры и техники ОАО АНК «Башнефть»).
1951 г. — введён в строй железобетонный мост через реку Белую длиной 344 метра, шириной проезжей части 7 метров и 1,5 метра — тротуары для пешеходов.
1952 г. — И. В. Сталин подписал проект о возрождении города Ишимбая.
В 1952—53 гг. входил в состав Стерлитамакской области.
1954 г. — ишимбайский рабочий посёлок Салават стал городом республиканского подчинения.
1956 г. — образовано Ишимбайское автотранспортное предприятие.
1956 г. — образована Ишимбайская чулочная фабрика.
1958 г. — создан трест «Ишимбайгоргаз» (ныне «Ишимбайгаз» — филиал ОАО «Газ-Сервис»).

## 1960-е годы
1960 г. — открыта восьмилетняя школа № 6.
1960 г. — открыт исследовательский «мини-институт» ЦНИПР для решения сложных текущих и стратегических проблем нефтяников.
1961 г. — открыт Дворец культуры им. С. М. Кирова.
1963 г. — образован трест «Ишимбайжилстрой».
1965 г. — образовано Ишимбайское предприятие тепловых сетей (ныне Ишимбайский район тепловых сетей).
1965 г., 16 апреля — под своим нынешним названием начала выходить в свет газета «Восход».
1965 г., сентябрь — построено новое здание Ишимбайского нефтяного техникума.
1965 г., 1 октября — в Ишимбае образован трест «Башюгнефтеразведка» на базе Ишимбайской конторы бурения, Исянгуловской КРБ, Стерлитамакской ГПК.
1966 г. — введена в строй Ишимбайская фабрика трикотажных изделий.

## 1970-е годы
1970 г., 20 июля — нефтепромысловое управление «Ишимбайнефть» преобразовано в нефтегазодобывающее управление «Ишимбайнефть».
1970 г., май-сентябрь — в соответствии с постановлением ЦК КПСС и Совета Министров СССР № 375 от 28 мая 1970 года и приказом Министерства нефтяной промышленности СССР №343 от 7 июня 1970 года нефтяная отрасль перешла на трёхзвенную систему управления. НПУ, в том числе и Ишимбайское, образованное в ноябре 1954 г., преобразованы в нефтегазодобывающие управления. Все буровые тресты реорганизованы в управления буровых работ. Функционировавший в Ишимбае трест «Башюгнефтеразведка», образованный 1 октября 1965 года, преобразован в несколько предприятий, в том числе Ишимбайское УБР (с 1 октября 1970 г.).
1971 г. — уфимским телевидением снят репортаж об Ишимбайском нефтеперерабатывающем заводе, в котором рассказывалось о рационализаторской деятельности Д. С. Никулочкина — начальнике установки комбинированного термического крекинга (затем АТ-1) в 1965—1976 гг., который внедрил в производство свыше 85 рационализаторских предложений по модернизации и повышению эффективности переработки нефти.
1973 г. — введён в строй действующих Ишимбайский экспериментально-механический завод (ныне ОАО «Промышленное нефтегазовое объединение»).
1975 г., 4 января — издан приказ Миннефтехимпрома СССР о строительстве на территории Ишимбайского НПЗ комплекса по производству катализаторов.
1975 г. – по итогам работы в IV квартале 1975 года коллектив Ишимбайской трикотажной фабрики завоевал переходящее Красное знамя Министерства легкой промышленности СССР и ЦК профсоюзов.
1976 г. — построен Ишимбайский завод нефтепромыслового оборудования (ныне ООО «Идель Нефтемаш»).
1977 г. — введён в строй Ишимбайский завод транспортного машиностроения (ныне АО «Машиностроительная компания „Витязь“»).
1978 г. — введён в эксплуатацию новый железобетонный мост через реку Белую, рядом с недействующим, длиной 338,85 метра, шириной проезжей части — 9,5 метра, тротуары — по 1,5 метра.

## 1980-е годы
1980 г. — в городе открыт Ишимбайский филиал Уфимского авиационного института.
1980 г., май — Ишимбай стал местом встречи более 100 ветеранов девятой Гвардейской Краснознаменной орденов Суворова и Кутузова Полтавской воздушно-десантной дивизии, откликнувшихся на зов красных следопытов клуба «Надежда» школы-интерната № 1.
1980 г., июнь — коллективом производственного объединения «Башнефть», в составе которого трудились ишимбайские нефтяники, добыта миллиардная (с 1932 года) тонна нефти.
1985 г. — 12-летняя ишимбайка Ольга Кувайцева стала чемпионкой РБ по шашкам среди женщин.
1985 г., 31 декабря — на Ишимбайском специализированном химическом заводе катализаторов была введена в строй действующих первая очередь по производству цеолитов.
1985 г. — в московском издательстве «Советская Россия» вышла книга об Ишимбае «Чудесный клад». Авторы — Камиль Ибрагимович Мангушев, Владимир Николаевич Поляков, Юрий Васильевич Уткин.
1985 г., январь — Ишимбайское УБР передано в состав НПО «Союзнефтеотдача».
1988 г. — открылся кинотеатр «Икар».

## 1990-е годы
1990 г. — Ишимбайский специализированный химический завод катализаторов стал одним из крупнейших в СНГ производителей цеолитов общего назначения марок NaX, NaA, CaA, а также цеолитов для производства синтетических моющих средств (СМС).
1990 г., 18 августа — открыта новая ишимбайская мечеть.
1990 г. — открытие детско-юношеской школы олимпийского резерва по шашкам.
1992 г. — введён уникальный для России завод по производству кранов-манипуляторов «ИНМАН».
1992 г. — открылась Ишимбайская картинная галерея.
1995 г., 17 июля — ДП НГДУ «Ишимбайнефть» в составе акционерного общества «Ишимбайнефть» преобразовано в НГДУ «Ишимбайнефть» в составе АНК «Башнефть».
1995 г., 1 августа — Ишимбайское УБР АО «Ишимбайнефть» преобразовано в Ишимбайское УБР АНК «Башнефть».
1995 г. — начальником НГДУ «Ишимбайнефть» назначен Владимир Петрович Давыдов, будущий глава города Ишимбая.
1997 г. — открылся Ишимбайский историко-краеведческий музей.
1998 г. — на месте заброшенного строительства завода блочных установок построен завод кровельных материалов «Кровлестом»
1999 г. — создан первый в России профессиональный шашечный клуб «Нефтяник».

## 2000-е годы
2000 г., 18 января — в соответствии с Указом Президента Республики Башкортостан «Об образовании администрации города Ишимбая и Ишимбайского района Республики Башкортостан» образована администрация города Ишимбая и Ишимбайского района путём слияния администрации города Ишимбая и администрации Ишимбайского района.
2000 г., 18 января — образован Центр занятости населения города Ишимбая и Ишимбайского района.
2000 г. — Александр Георгиев на Всемирной шашечной олимпиаде в Лондоне стал чемпионом мира в составе сборной России.
2000 г. – ИУБР преобразовано в Ишимбайский участок бурения, освоения и капитального ремонта скважин Уфимского УБР.
2000 г. — открыт Ишимбайский музей народного образования. Основатель музея — Василий Владимирович Бабушкин.
2000 г. — город Ишимбай занял второе место в конкурсе «Самый благоустроенный город республики — 1999» среди малых городов.
2000 г. — по итогам 2000 года город Ишимбай и Ишимбайский район заняли первое место в своей группе в Республиканском спортивном конкурсе «Массовость и мастерство».
2004 г. — в Ишимбае открылся православный Свято-Троицкий храм.
Увеличилась территория Ишимбая на 39 га.
Закон Республики Башкортостан от 17 декабря 2004 г. N 125-з «Об изменениях в административно-территориальном устройстве Республики Башкортостан, изменениях границ и преобразованиях муниципальных образований в Республике Башкортостан», статья 1. «Изменения в административно-территориальном устройстве Республики Башкортостан», п.15:
15. Изменить границы Стерлитамакского района, Наумовского сельсовета Стерлитамакского района и города Ишимбая согласно представленной схематической карте, передав часть территории площадью 39 га Наумовского сельсовета Стерлитамакского района в состав территории города Ишимбая.
2005 г. – в издательстве «Информреклама» вышла книга В. Л. Игнатьева «Ишимбай: век XX».
2005 г., 12 августа — в Ишимбае и Ишимбайском районе прошла Республиканская педагогическая конференция.
2005 г. — на территории Ишимбайского завода транспортного машиностроения создано новое предприятие — ОАО «Ишимбайский станкоремонтный завод». Ишимбайский спецхимзавод катализаторов в связи с банкротством также сократил свою территорию, предоставив её ООО «Агидель-нефтепродуктсервис».
2006 г., 1 января — в связи с муниципальной реформой, городу Ишимбаю присвоен статус муниципального образования «Городское поселение город Ишимбай», которое вошло в состав муниципального образования «Муниципальный район Ишимбайский район». При этом город Ишимбай остаётся самостоятельной административно-территориальной единицей республиканского подчинения.

## 2010-е годы
2010 г., 15 декабря — открылся Ишимбайский общественный этнографический музей «Юрматы».